# Jeńcy polscy w niewoli radzieckiej (od 1939 roku)

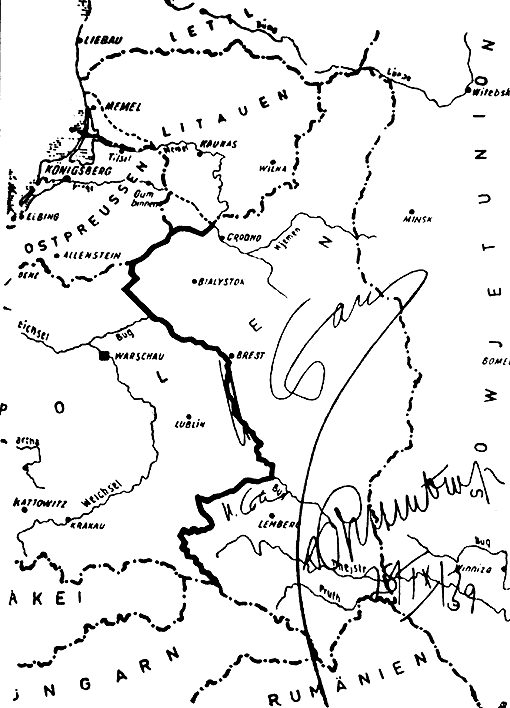
Mapa ostatecznego rozbioru Polski pomiędzy III Rzeszę a ZSRR z 28.09.1939 r. z wytyczoną linią graniczną; podpisy: Stalin, Ribentropp, data

Jeńcy polscy w niewoli radzieckiej (od 1939 r.) – więzieni w ZSRR począwszy od 1939 żołnierze i oficerowie regularnych jednostek zbrojnych II Rzeczypospolitej, Policji Państwowej oraz zrównanych z nimi zbrojnych organizacji, głównie podporządkowanych rządowi RP na emigracji. Więzionych można rozpatrywać w trzech grupach, ze względu na odmienną genezę ich pojawienia się. Jednocześnie losy jeńców należy rozpatrywać jako jedną ze składowych wieloletnich represji ZSRR wobec Polaków i obywateli polskich.

## Pierwsza grupa jeńców polskich w ZSRR

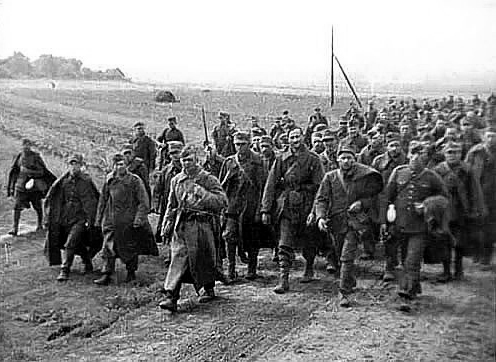
Polscy żołnierze – jeńcy wojenni konwojowani przez Armię Czerwoną do kolejowych punktów załadunku za granicą polsko-sowiecką – wrzesień 1939

Polscy funkcjonariusze mundurowi zostali rozbrojeni i zatrzymani przez Armię Czerwoną i NKWD w wyniku uzgodnionej z hitlerowską III Rzeszą agresji radzieckiej 17 września 1939 r. i aneksji wschodnich obszarów Polski przez ZSRR. Wkraczające oddziały Armii Czerwonej zatrzymały po sporadycznych walkach, niekiedy podstępem, ale głównie – w wyniku krytykowanej później dyrektywy ogólnej polskiego Wodza Naczelnego, marszałka Rydza-Śmigłego – bez oporu, ok. ćwierć miliona żołnierzy, w tym od 10 do 18 tys. oficerów (dane liczbowe tutaj i dalej są przytaczane głównie na podstawie publikacji Ośrodka KARTA Indeks represjonowanych wydanej w 2002 r. pod redakcją profesorów St. Ciesielskiego, W. Materskiego i A. Paczkowskiego – dane z tej publikacji są przez część środowisk i badaczy kwestionowane). Istnieją inne szacunki, np. rzędu 125,000-190,000 a także 452 500.
Określenie jeńcy wojenni było stosowane przez władze radzieckie siłą rzeczy, pomimo tego, że status taki nie miał mocnych podstaw prawnych – ZSRR nie wypowiedział wojny II Rzeczypospolitej, formalnie obowiązywał pakt o nieagresji z 25 sierpnia 1932 r., a znaczna część polskich jednostek mundurowych oddała się oddziałom Armii Czerwonej dobrowolnie. Fakt ten był dostrzegany w ZSRR, i pod koniec lata 1940 r., w związku z przejęciem polskich wojskowych przetrzymywanych w zaanektowanych krajach nadbałtyckich, zobowiązano do stosowania nazwy internowani i zakazano używania określenia jeńcy.

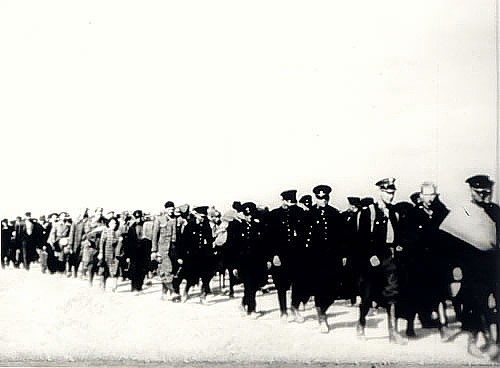
Kolumna aresztowanych policjantów i cywilnych „wrogów ludu” konwojowana przez Armię Czerwoną – wrzesień 1939 – sowiecka kronika filmowa

19 września 1939 ludowy komisarz obrony Klimient Woroszyłow, w uzgodnieniu z Biurem Politycznym KC WKP (b), wydał rozkaz utworzenia punktów zbiorczych Orzechowo, Radoszkowice, Stołpce, Tymkowicze, Żytkowicze, Olewsk, Szepietówka, Wołoczyska, Jarmolińce, Kamieniec Podolski (najdalej na zachód wysunięte stacje kolei szerokotorowej) dla tymczasowego gromadzenia jeńców polskich, dalszego ich przemieszczania do dwóch obozów rozdzielczych (w Kozielsku i Putywlu) oraz sukcesywnego przekazywania organom NKWD. Tego samego dnia komisarz bezpieczeństwa państwowego I rangi i ludowy komisarz spraw wewnętrznych Ławrientij Pawłowicz Beria rozkazem nr 0308 powołał Zarząd NKWD ZSRR do spraw Jeńców Wojennych i Internowanych, zatwierdził etaty oraz powołał na kierownika Zarządu Piotra Soprunienkę i nakazał utworzenie pierwszych obozów dla jeńców polskich: ostaszkowskiego, juchnowskiego, kozielskiego, putywlskiego, kozielszczańskiego, starobielskiego, jużańskiego i orańskiego (później utworzono jeszcze obozy griazowiecki, wołogodzki i suzdalski). Ocenia się, że liczba polskich jeńców przekazanych NKWD sięgnęła pułapu 125 tysięcy – liczba dwukrotnie mniejsza niż oszacowana liczba zatrzymanych początkowo, może być wytłumaczona licznymi zwolnieniami krótko po zatrzymaniu oraz pewną, trudną do określenia liczbą rozstrzeliwań jeńców na miejscu. Jednym z najbardziej znanych takich faktów jest rozstrzelanie 22 września 1939 r. w rejonie Sopockiń (obecnie Białoruś) gen. Józefa Olszyny-Wilczyńskiego wraz z adiutantem.
2 października 1939 r. Biuro Polityczne KC WKP(b) zatwierdziło propozycję Berii w sprawie losu polskich jeńców. Zgodnie z nią planowano rozpuścić do domów żołnierzy, których stronami rodzinnymi były terytoria tzw. Zachodniej Białorusi i Zachodniej Ukrainy. 25 tys. jeńców miano zatrzymać na potrzeby budowy dróg w Ukraińskiej SRR. Natomiast jeńcy pochodzący z terenów zajętych przez Niemców miano trzymać w obozach.
W niedługim czasie władze radzieckie, po osiągnięciu zaproponowanego przez Ł. Berię 11 października porozumienia z władzami III Rzeszy i zgromadzeniu w obozach w Putywlu i Kozielsku wyselekcjonowanych jeńców, przekazały im pomiędzy 24 października i 23 listopada 42 492 osoby, mające miejsce zamieszkania na terenach zagrabionych przez Niemcy (m.in. poetę K.I. Gałczyńskiego – te z nich, które zostały osadzone w niemieckich obozach jenieckich wojnę przeżyły; jednocześnie Niemcy przekazali swojemu sojusznikowi 13 757 jeńców) ze względu na symetryczny powód. Z tej grupy tylko oficerów i policjantów osadzono w obozach – przy czym nie jest znana ich liczba, a pozostałych odesłano prawdopodobnie w całości do domów. Było to związane ze stosowaną zasadą, iż szeregowców i podoficerów, mieszkańców anektowanych ziem II Rzeczypospolitej, określanych jako Zachodnia Białoruś i Zachodnia Ukraina, uwalniano. W okresie od 7 do 18 października postąpiono tak z 42 400 osobami. Jednocześnie części kwalifikujących się do zwolnienia takich jeńców nie zwolniono, a na podstawie rozkazu Ł. Berii z 25 września zatrzymano ok. 25 tysięcy osób, w celu użycia ich do pracy przymusowej na tzw. budowie NKWD nr 1 (obóz rówieński).
Pewną liczbę jeńców stanowili oficerowie wtrąceni bezpośrednio do więzień, jak np. gen. Władysław Anders, umieszczony początkowo w więzieniu we Lwowie, a następnie przetrzymywany na Łubiance.

### Obozy jenieckie (właściwe)
Oficerów, ludzi szczególnie aktywnych, wysoce patriotycznych, wyrosłych na tradycjach niepodległościowych, a przede wszystkim wysoko wykształconych ze względu na istniejący w II Rzeczypospolitej cenzus wykształcenia dla kadry dowódczej, postanowiono odizolować w wyodrębnionych specjalnych obozach NKWD:
- generałów i oficerów służby stałej oraz rezerwy, wysokiej rangi urzędników wojskowych i państwowych, zatem kadrę dowódczą armii i kwiat inteligencji w obozie starobielskim i od początku listopada także w kozielskim, gdy obóz starobielski okazał się zdecydowanie za mały w stosunku do potrzeb;
- kadrę wywiadu i kontrwywiadu, żandarmerii, funkcjonariuszy policji i więziennictwa w obozie ostaszkowskim.

Po uwzględnieniu tych akcji generalny bilans jeńców, przetrzymywanych w obozach radzieckich, kształtował się na poziomie 40 tysięcy osób. W liczbie tej nie mieści się ok. tysiąca kadrowych oficerów Wojska Polskiego, aresztowanych rozkazem Berii na przełomie 1939 i 1940 r. i umieszczonych wśród ok. 7305 osób w więzieniach tzw. Białorusi Zachodniej i Ukrainy Zachodniej, a więc bez statusu jeńca wojennego.
W poszczególnych obozach więziono odpowiednio (według danych z grudnia 1939 r.):
- w Kozielsku – 4594 osoby, w tym: kontradmirała Ksawerego Czernickiego, 4 generałów:

1. Bronisława Bohatyrewicza (według ośrodka KARTA Bohaterewicz),
2. Henryka Minkiewicza,
3. Mieczysława Smorawińskiego,
4. Jerzego Wołkowickiego (jeden z dwóch ocalałych generałów);

ok. 100 pułkowników i podpułkowników, ok. 300 majorów i ok. 1000 kapitanów i rotmistrzów. Mniej więcej połowę jeńców stanowili oficerowie rezerwy, wśród których było m.in. 21 profesorów, docentów i wykładowców szkół wyższych, ponad 300 lekarzy, kilkuset prawników, kilkuset inżynierów, kilkuset nauczycieli i wielu literatów, dziennikarzy i publicystów. Byli tu też przetrzymywani między innymi: jedyna w WP kobieta ppor. pilot Janina Lewandowska, córka gen. Józefa Dowbor-Muśnickiego, jak też prof. Stanisław Swianiewicz, postać kluczowa w zdemaskowaniu zbrodni, jej inspiratorów oraz wykonawców, i późniejszych, trwających półwiecze – początkowo prób obciążania nią Niemców, a potem jej przemilczania.

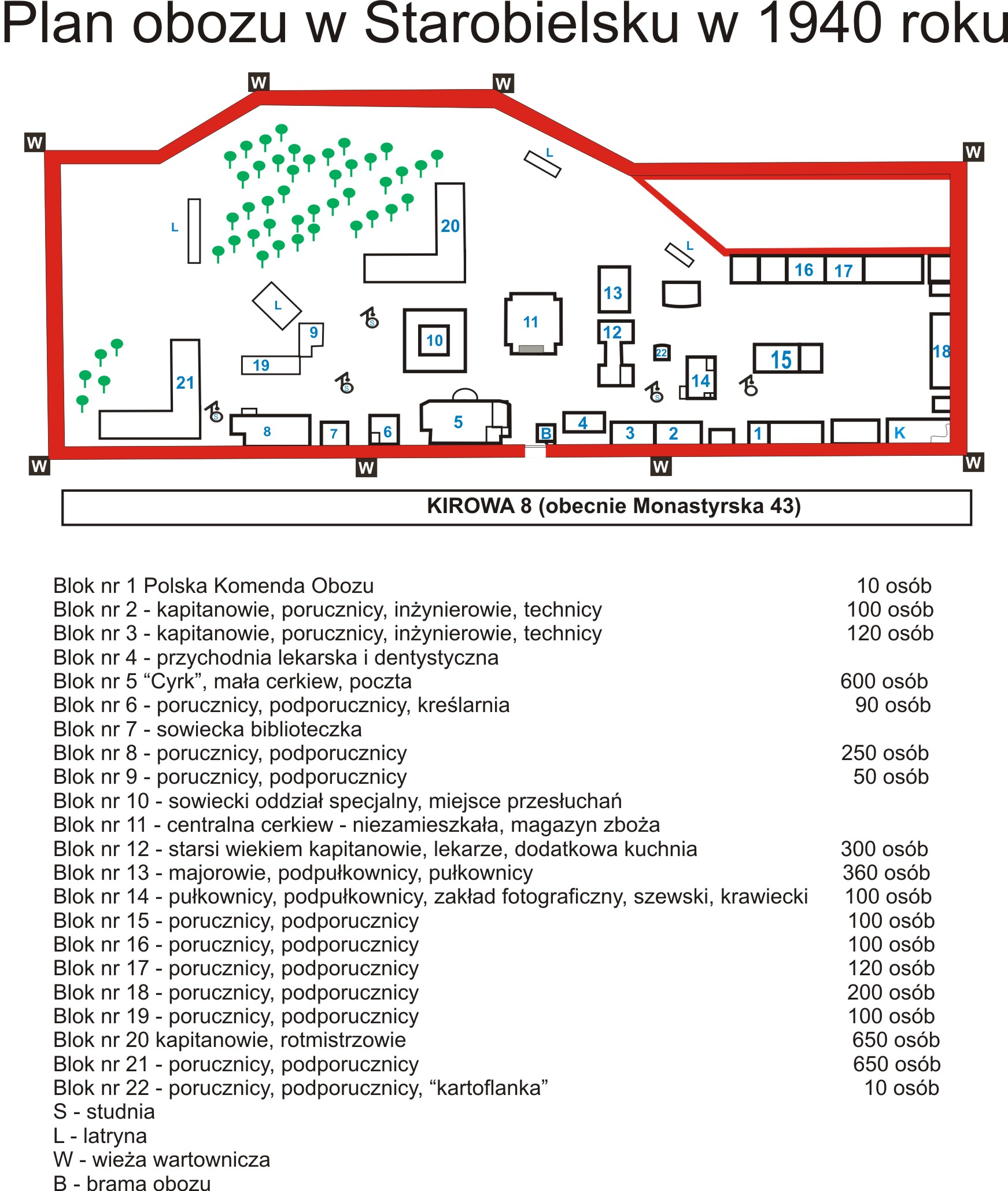
Plan obozu w Starobielsku w 1940 roku

- w Starobielsku – 3894 osoby, w tym 9 generałów:

1. Leona Billewicza,
2. Stanisława Hallera,
3. Czesława Jarnuszkiewicza (drugi z dwóch ocalałych generałów),
4. Aleksandra Kowalewskiego,
5. Kazimierza Łukoskiego,
6. Konstantego Plisowskiego,
7. Franciszka Sikorskiego,
8. Leonarda Skierskiego,
9. Piotra Skuratowicza;

55 pułkowników, 127 podpułkowników, 230 majorów, ok. 1000 kapitanów i rotmistrzów, ok. 2450 poruczników i podporuczników, a ponadto ok. 50 cywilów. Prawie połowę więzionych stanowili oficerowie rezerwy: ponad 20 profesorów uczelni, cały bez wyjątku personel naukowy Instytutu Przeciwgazowego WP i prawie cały personel Instytutu Uzbrojenia WP, ok. 400 lekarzy, kilkuset prawników, kilkuset inżynierów, ok. 100 nauczycieli, ok. 600 lotników, wielu działaczy społecznych, kilkudziesięciu literatów i dziennikarzy.
- w Ostaszkowie – 6364 osoby, w tym 240 oficerów policji i żandarmerii oraz 775 podoficerów i 4924 szeregowych policji, 48 oficerów, 72 podoficerów i szeregowców WP oraz Korpusu Ochrony Pogranicza, 189 funkcjonariuszy Służby Więziennej, 9 agentów służb wywiadowczych (Oddziału II Sztabu Głównego WP), 5 duchownych, 35 osadników, 4 kupców, 4 byłych więźniów polskich, 5 pracowników sądownictwa, oraz 54 innych jeńców.

#### Warunki w obozach

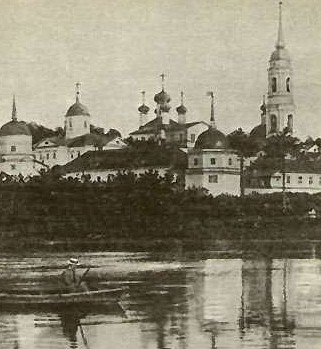
Pustelnia Optyńska w Kozielsku (widok przed 1917) – część obozu jenieckiego 1939-41

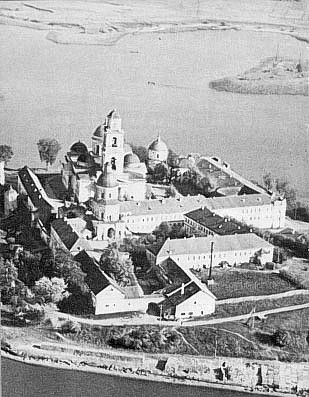
Pustelnia Niłowo-Stołobieńska – klasztor na wyspie na jeziorze Seliger (widok sprzed 1917) – obóz Ostaszków

Obozy specjalne mieściły się w byłych klasztorach prawosławnych: w Kozielsku wybrano na ten cel Optyński Monaster Wprowadzenia Matki Bożej do Świątyni, w Ostaszkowie – Pustelnię Niłowo–Stołobieńską, zaś w Starobielsku - żeński monaster Ikony Matki Bożej „Wszystkich Strapionych Radość”. Takie miejsce zakwaterowania polskich jeńców było zapewne wygodne dla władz radzieckich z powodów organizacyjnych i finansowych, ale miało też wydźwięk symboliczny ze względu na państwowy wojujący ateizm i bliski już ostateczny los jeńców – pogląd taki nie jest obcy współczesnym Rosjanom. Warunki przetrzymywania w obozach zostały udokumentowane w bogatej literaturze stworzonej przez pewną liczbę jeńców, którzy uniknęli zagłady w zbrodni katyńskiej. Traktowanie było na ogół poprawne i w zasadzie, pomimo tego, że ZSRR nie był stroną konwencji genewskiej – zgodne z nią. Jeńcy nie byli zmuszani do pracy niewolniczej, mogli posiadać rzeczy osobiste i pieniądze, nie była zabroniona korespondencja listowna, telegraficzna, jak też przesyłanie środków pieniężnych i paczek. Wyższych oficerów umieszczano w lepszych – w odniesieniu do pozostałych – warunkach, ogólnie wyżywienie i zakwaterowanie było zadowalające, choć literatura wspomnieniowa najmniej przychylnie ocenia warunki obozu starobielskiego. Jednocześnie wśród jeńców prowadzono nasiloną pracę propagandową w postaci pogadanek, dostarczania prasy radzieckiej, demonstracji filmów, jak też werbunek agentury. Surowo zabroniona była jakakolwiek samodzielna działalność jeńców, a szczególnie religijna, co w kontekście przetrzymywania ich w klasztorach było wielką szykaną. Tym niemniej uwięzieni organizowali ustne żurnale, odprawiali praktyki religijne – co ujawnione natychmiast podlegało karcerowi.
Ogólnie atmosfera w obozach była spokojna, optymistyczna, przetrzymywani oficerowie uważali, że najprawdopodobniej zostaną przekazani do jakiegoś neutralnego kraju, a w najgorszym przypadku – Niemcom.
Specjalną akcją wobec uwięzionych było wykonane z premedytacją w wigilię Bożego Narodzenia 1939 r. wywiezienie w nieznanym kierunku z trzech obozów ok. 200 kapelanów wszystkich wyznań (w tym z Kozielska ok. 100) – ich los do tej pory nie został wyjaśniony. Z tej wywózki ocalał, na cztery miesiące, ksiądz mjr Jan Leon Ziółkowski z Kozielska (osadzony w czasie wywózki w karcerze), zidentyfikowany w masowym grobie w Katyniu w 1943 r.

#### Działalność NKWD i selekcja jeńców
W trakcie przetrzymywania jeńców, równolegle z oficjalną obróbką propagandową, była prowadzona działalność śledcza i werbunkowa. Do obozów zostali skierowani specjalni upełnomocnieni przedstawiciele centrali NKWD – V Wydziału (wywiad) GUGB (Głównego Zarządu Bezpieczeństwa Państwowego), którym faktycznie podlegali komendanci obozów:
- Kozielsk – mjr bp. Wasilij Michajłowicz Zarubin, w pracy Jeżewskiego za Swianiewiczem identyfikowany jako kombrig, oficjalnie występował jako starszy inspektor (pełnomocnik operacyjny) Zarządu ds. Jeńców Wojennych i Internowanych
- Starobielsk – kpt. bp. M.J. Jefimow (według źródeł rosyjskich był to W.D. Mironow)
- Ostaszków – kpt. (lub por.) bp. G.I. Antonow (według źródeł rosyjskich był to D.K. Choliczew)

Pełnomocnicy prowadzili drobiazgowe dochodzenia – każdy z jeńców miał założoną teczkę osobową, podlegał często wielokrotnym przesłuchiwaniom. Śledztwo miało na celu wykrycie osób cennych lub groźnych dla władz radzieckich – powodowało to aresztowanie i wywiezienie do dalszego postępowania w więzieniach, często było to wewnętrzne więzienie NKWD na Łubiance w Moskwie. Jednocześnie celem śledztw było ujawnienie oficerów gotowych do współpracy – agenturalnej w obozach lub efemerycznej w przyszłości, jak organizowanie jednostek wojskowych, mogących być nazywanymi Polską Armią Czerwoną. Z tego powodu pełnomocnicy mieli ostateczne uprawnienia decyzyjne w kwestii aresztowań i przemieszczeń międzyobozowych, włącznie z prawem wykreślania z list nadesłanych z Moskwy do tzw. rozładowania obozów na wiosnę 1940 r. Działalność ta spowodowała zaistnienie pewnej liczby jeńców ocalałych ze zbrodni katyńskiej. Byli oni wywożeni przez obóz juchnowski do docelowego obozu griazowieckiego na podstawie list V Wydziału (wywiad) GUGB. Pod koniec marca 1940 r. Wydział ów przedstawił listę jeńców, których nie należy zabijać. Listę tę jeszcze później uzupełniano i zlecano wycofywania z transportów śmierci. Dotyczyło to na przykład prof. Uniwersytetu Stefana Batorego w Wilnie Stanisława Swianiewicza, specjalisty z dziedziny gospodarki zarówno Niemiec, jak i ZSRR. 29 kwietnia zabrano go, w ostatniej chwili, z wagonu na stacji Gniezdowo, skąd jeńców przewożono samochodami na miejsce kaźni do Katynia. Został umieszczony w więzieniu w Smoleńsku, a później na Łubiance w Moskwie.
W odmienny sposób uratował się Józef Czapski, który znalazł się na dodatkowej liście 47 osób odesłanych do obozu w Juchnowie, wskutek interwencji ambasady Niemiec, na prośbę hrabiego Ferdinanda du Chastel. Interwencje ambasady Niemiec spowodowały jeszcze szereg innych ocaleń, np. ks. prof. Kamila Kantaka (z powodu posiadania obywatelstwa Wolnego Miasta Gdańska), ale też oficerów skrajnie wrogich do ustroju radzieckiego. NKWD uwzględniało również podobne akcje ze strony ambasady litewskiej.
Część ocalałych stanowili oficerowie, którzy podjęli współpracę agenturalną lub skłaniali się do współpracy jawnej w przyszłości. Były to grupy skupione wokół ppłk. Z. Berlinga (deklarowali współpracę na warunkach jednoczesnej lojalności wobec rządu emigracyjnego) i ppłk. M. Morawskiego (uważali za możliwe powstanie w wyniku wojny Związku Europejskich Republik Socjalistycznych). Według zapisu w pamiętniku Berlinga „chęć pozostania w ZSRR” zadeklarowało 64 oficerów. Innym przypadkiem jest ocalenie gen. Wołkowickiego, związane z jego służbą w carskiej Marynarce Wojennej, gdy będąc miczmanem sprzeciwił się kapitulacji podczas bitwy w cieśninie Cuszima (1905 r.) – opisywał to w swoim dziele o tej bitwie pisarz-batalista Aleksiej Nowikow-Priboj. Po przewiezieniu gen. Wołkowickiego do obozu griazowieckiego skupili się wokół niego oficerowie, stroniący od dwóch wyżej wymienionych grup.
Przez długi czas podawano 448 osób jako liczbę ocalałych (przy czym do Pawliszczew Boru, czyli Juchnowa, dotrzeć miało na skutek odesłania części do więzień tylko 432). Ostatecznie, w rezultacie udostępnienia w Rosji dokumentów z Centrum Przechowywania Kolekcji Dokumentów Historycznych (Центр хранения историко-документальных коллекций'), wiadomo z raportu Soprunienki, że do obozu griazowieckiego via juchnowski wybrano 395 osób:
- 47 ze wskazania przez V Wydział (wywiadu) GUGB

Była to grupa osób interesujących dla wywiadu jako źródło informacji lub gotowych do współpracy w razie wojny Niemiec z ZSRR
- 47 ze wskazania przez ambasadę Niemiec

Dotyczyło to również osób, co do których interwencję podejmowały najczęściej wpływowe kręgi włoskie
- 19 na prośbę misji Litwy

W tej grupie osób byli litewscy agenci, w tym odbywający kary w polskich więzieniach i przejęci przez NKWD
- 24 jako Niemców (wnioskujących o przekazanie do III Rzeszy[8])
- 91 na polecenie zastępcy narkoma spraw wewnętrznych Mierkułowa

Grupę tę stanowili też jeńcy, mogący być źródłem informacji, jak też niebędący oficerami lub członkami organów represji oraz ci, którzy zadeklarowali swoje komunistyczne poglądy
- 167 pozostałych (bez wskazania powodu)

Wśród tych osób było kilkudziesięciu tajnych współpracowników obozowych dostarczających informacje o współwięźniach.
W wymienionym Centrum jest dostępny też kolejny dokument, wymieniający imiennie jeńców z poszczególnych grup.
Ocaleli też oficerowie aresztowani w obozach i wywiezieni do więzienia NKWD na Łubiance w Moskwie, m.in. gen. Czesław Jarnuszkiewicz, ks. mjr Franciszek Tyczkowski. Natomiast do momentu dotarcia do archiwum radzieckich były podawane w literaturze również błędne informacje, np. że ocalał jako wywieziony na Łubiankę pełniący obowiązki naczelnego rabina WP Baruch Steinberg (figurujący w ewidencjach radzieckich jako Boruch), który faktycznie zginął w Katyniu.

#### „Rozładowanie” obozów

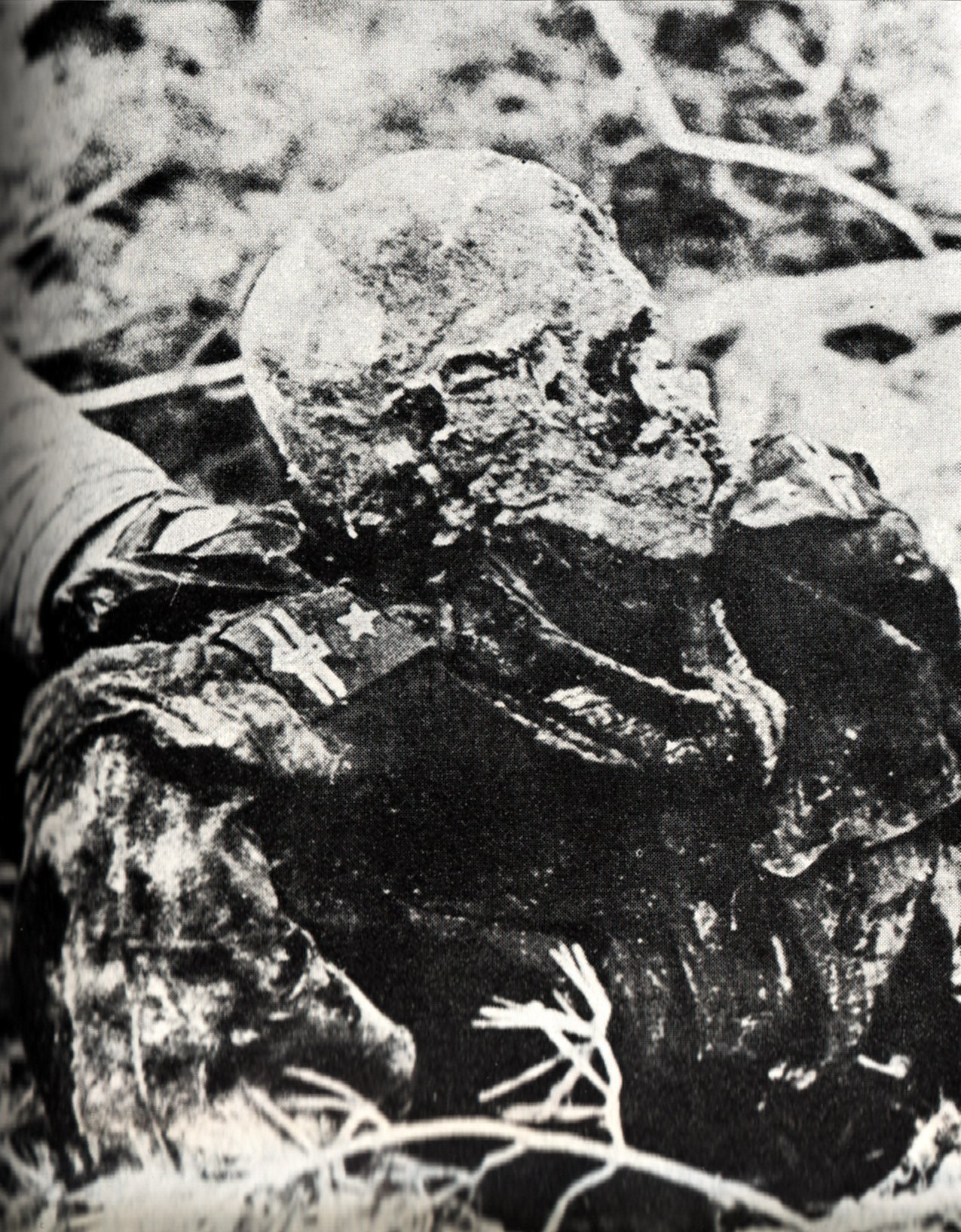
Zwłoki majora Adama Solskiego z 57 Pułku Piechoty podczas ekshumacji w 1943 roku

Do marca 1940 r. liczba przetrzymywanych w obozach jenieckich podlegała cały czas niewielkim zmianom. Spowodowane były one przybywaniem dodatkowych jeńców z obozów pracy, zidentyfikowanych tam podczas kolejnych kontroli jako oficerowie bądź policjanci, a także kierowaniem jeńców do szpitali, więzień, bądź wywożeniem z obozów „w nieznanym kierunku” (na ogół do Moskwy) oraz zgonami.
W momencie przystąpienia do wykonania decyzji Biura Politycznego KC WKP (b) z 5 marca 1940, stan obozów specjalnych wynosił 14 736 osób.
Wymienioną decyzję realizowano jako tzw. rozładowanie, gdy przytłaczającą większość osadzonych w tych obozach, jak też w więzieniach tzw. Białorusi Zachodniej i Ukrainy Zachodniej, zgodnie z listami nadsyłanymi z Moskwy, wywożono do miejsc zbrodni katyńskiej, gdzie zostali zamordowani w kwietniu i maju.

#### Losy ocalałych
Jeńcy, którzy w wyniku opisywanych przyczyn uniknęli zagłady, zostali skupieni w obozie griazowieckim, i według stanu na 23 lipca 1940 było ich 394 – 1 generał (Wołkowicki), 8 pułkowników, 16 podpułkowników, 9 majorów, 18 kapitanów oraz 342 młodszych oficerów, policjantów i cywili. Komendantem obozu był w tym czasie st. lejt. bp. Wasilij Jakowliewicz Wołkow. Poprzez próby nakłonienia do czynnej współpracy, doczekali się oni tzw. amnestii, uwolnienia i utworzenia Armii Andersa.

### Obozy jenieckie (pracy przymusowej)
Zgodnie z rozkazami Berii, część jeńców w liczbie ok. 25 tysięcy potraktowano wbrew konwencji jako tanią, niewolniczą siłę roboczą i umieszczono w obozach pracy przymusowej. Jeńcy, niezależnie od posiadanych kwalifikacji, pracowali wyłącznie na stanowiskach robotniczych. Warunki stworzone im były mordercze – bez zapewnienia niezbędnej odzieży roboczej, z zakwaterowaniem w źle ogrzewanych pomieszczeniach, bez pościeli, z żywieniem dalece odbiegającym od i tak niskich norm. Powodowało to wysoką wypadkowość, śmiertelność, głód i wyczerpanie. W połączeniu z powszechnym niewypłacaniem jeńcom zagwarantowanych urzędowo wynagrodzeń, powodowało to wybuchy w tych obozach częstych buntów głodowych i grupowego niewychodzenia do pracy.
Jednocześnie znaczną specyfikę miał obóz rówieński (lwowski). Jego rozśrodkowanie wzdłuż budowanej szosy Nowogród Wołyński – Lwów i świadomy słaby nadzór komendanta ułatwiały liczne udane ucieczki.

## Druga grupa jeńców polskich w ZSRR
Przyjmując za cezury zbrodnię katyńską oraz tzw. amnestię, można uznać za taką grupę jeńców ocalałych w 1940 r. oraz przemieszczonych z republik nadbałtyckich. Wojskowi z tej grupy w większości doczekali tworzenia Armii Andersa.

### Przemieszczenie internowanych z krajów nadbałtyckich
Po obaleniu w czerwcu 1940 r. konstytucyjnych władz tych republik i ich aneksji przez ZSRR, rozkazami Berii z lipca i sierpnia tego roku, przeniesiono internowanych polskich wojskowych i policjantów do już istniejących i pustych, po dokonaniu zbrodni katyńskiej, obozów NKWD. Orientacyjnie szacowano, że z Litwy będzie wywiezionych 4767 osób, w tym 859 oficerów, zaś z Łotwy – 913 osób. Dla internowanych przeznaczono, będące w rezerwie Zarządu ds. Jeńców Wojennych NKWD ZSRR, obozy: kozielski (tzw. Kozielsk II) dla oficerów, policjantów, lekarzy, duchownych i urzędników, i juchnowski dla podoficerów i szeregowców WP.
Osadzonych w obozach litewskich przewożono od 11 do 14 lipca przez punkt przeładunkowy w Mołodecznie i ostatecznie do ww. obozów trafiło 4380 osób. Sprawa wywozu internowanych z Łotwy była utrudniona ze względu na wspomniane już faktycznie formalne internowanie. Wprawdzie łotewskie MSW poleciło wezwać pozostających na wolności internowanych pod pretekstem ich ponownej rejestracji, a zgłaszających się zatrzymać i przewieźć do Ulbroki, ale definitywnie do obozów kozielskiego i juchnowskiego przewieziono 811 osób – było to niewiele ponad 50 procent ogólnej liczby internowanych w tej republice we wrześniu i październiku 1939 r. Do obozów jenieckich i więzień w ZSRR trafiła również niewielka liczba obywateli polskich (głównie wojskowych), przebywających na terenie Estonii, trudna do ustalenia, gdyż materiały sprawozdawcze NKWD z Estonii nie wyodrębniały Polaków.
W obozach, w których skupiono jeńców drugiej grupy, prowadzono rozpracowania jak poprzednio w grupie pierwszej. Wykonywano selekcję oficerów, rokujących nadzieję na podjęcie współpracy, i przemieszczano ich do obozu griazowieckiego, jak też dokonywano aresztowań. I tak w październiku 1940 r. w obozie kozielskim aresztowano gen. Przeździeckiego i osadzono go w więzieniu na Łubiance w Moskwie. Prowadzono z nim rozmowy w kwestii identycznej jak w tym samym czasie omawianej z grupą ppłk. Berlinga. Otrzymał propozycję podjęcia się utworzenia polskiej armii u boku Armii Czerwonej. Po uwarunkowaniu przyjęcia propozycji od uzyskania zgody rządu polskiego na emigracji, rozmowy przerwano, a generała przewieziono do Griazowca.

### Jeńcy „griazowieccy”
Na jesieni 1940 r. oficerów więzionych w obozie griazowieckim i skłonnych do jakiejś współpracy – płk. Leona Michalewskiego, płk. Stanisława Kűnstlera, ppłk Z. Berlinga, ppłk Leona Bukojemskiego, ppłk Mariana Morawskiego, ppłk. Leon Tyszyńskiego, płk. Eustachego Gorczyńskiego, mjr. Józefa Lisa – przewieziono (9 października) wagonem pasażerskim do Moskwy na Łubiankę. Było to związane z powstałym wtedy planem Berii utworzenia polskiej dywizji pod dowództwem Berlinga. 13 października odbyła się rozmowa z szefem GUGB Mierkułowem, w trakcie której na stwierdzenie Berlinga „Mamy kadrę w obozach Starobielska i Kozielska” padła znamienna odpowiedź „Nie, ci nie. Zrobiliśmy z nimi wielką pomyłkę (Мы сделали с ними большую ошибку)”. Oficerów 31 października przeniesiono na daczę nr 20 w Małachowce, określoną przez nich jako „willa rozkoszy” – dołączyli do nich tam ppłk Kazimierz Dudziński, kpt. Kazimierz Rosen-Zawadzki, ppor. Stanisław Szczypiorski, por. Roman Imach, por. Tadeusz Wicherkiewicz, podch. Franciszek Kukuliński. Ostatecznie rozmowy nie były kontynuowane ze względu na sprzeciw Stalina, obawiającego się sprowokowania Niemców.

### Wywózki do pracy przymusowej i ewakuacje

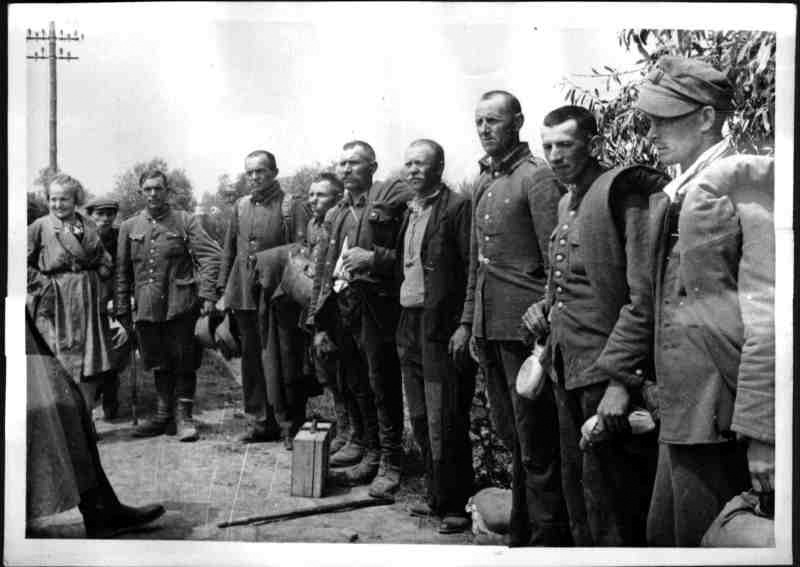
Polscy jeńcy wojenni uwolnieni przez Wehrmacht z sowieckiej niewoli, lipiec 1941

W styczniu 1941 r., zgodnie z meldunkiem szefa Zarządu ds. Jeńców Wojennych i Internowanych Piotra Soprunienki, obóz kozielski mieścił 2448, a obóz juchnowski – 2752 internowanych. Wkrótce, na podstawie rozkazu Berii z 8 kwietnia 1941 r., ok. 4000 uwięzionych w tych obozach wywieziono za krąg polarny – do obozu pracy przymusowej Ponoj w obwodzie murmańskim. Podobnie w maju tego roku jeńców z Donbasu wywieziono do zespołu Północnego Obozu Kolejowego (Siewżeldorłag). W dalszym ciągu represjonowani jeńcy polscy byli zmuszani do pracy w zespołach obozowych Budowy nr 1 (obóz lwowski).
Początek wojny III Rzeszy z ZSRR 22 czerwca 1941 r. wywołał zagrożenie przejęcia niektórych obozów przez wojska niemieckie, w związku z tym przeprowadzono ewakuację obozu lwowskiego do Starobielska, a potem ewakuowano obozy kozielski (Kozielsk II) i juchnowski do Griazowca. Ewakuacja obozu lwowskiego dotyczyła największej liczby przetrzymywanych – ok. 14 tysięcy (w tym Polaków ok. 11 tysięcy) – i zakończyła się tzw. ubytkiem od 1300 do 1900 osób w wyniku śmierci (zamordowani w drodze przez konwój i zabici w trakcie bombardowań), ciężkiego zranienia, jak też pozostawienia po drodze i nielicznych ucieczek.

### Uwolnienie (tzw. amnestia)
Wybuch wojny ZSRR z III Rzeszą spowodował zwrot w stosunkach polsko-sowieckich, co doprowadziło do zawarcia układu Sikorski-Majski i w konsekwencji do wydania 12 sierpnia 1941 przez Prezydium Rady Najwyższej ZSRR dekretu o amnestii dla obywateli polskich. Przewidywał on zwolnienie jeńców wojennych i internowanych oraz innych kategorii represjonowanych etnicznych Polaków. Zgodnie z informacjami NKWD dotyczyło to 26 160 (byłych) jeńców, a w sumie 381 220 (byłych) obywateli polskich.
Wykonywanie dekretu spowodowało sukcesywne przemieszczanie amnestionowanych do wyznaczonych na zbiorcze obozów „poamnestyjnych” – griazowieckiego, jużskiego i suzdalskiego, natomiast część z takich osób już się znajdowała w obozie starobielskim. Jednocześnie władze radzieckie zwolniły z więzień przetrzymywanych w nich wyższych dowódców i umożliwiły rozpoczęcie formowania Armii Andersa. Praktycznie natychmiast zetknięto się z niezrozumiałą wówczas nieobecnością wśród zgłaszających się jeńców, więzionych wiosną 1940 roku w trzech obozach specjalnych: kozielskim, ostaszkowskim i starobielskim.

#### Obóz NKWD w Spassku
Mimo amnestii pewną grupę polskich jeńców wojennych z 1939 roku (prawdopodobnie ok. 260 osób) umieszczono w obozie jenieckim NKWD w Spassku koło Karagandy (tzw. obóz spasozawodski), który powstał w sierpniu 1941 roku; jeńcy ci nie zostali zwolnieni.

### Poszukiwania zaginionych
Utworzenie na terytorium ZSRR polskich, w dużym stopniu niezależnych, struktur wojskowych oraz cywilnych (aparat ambasady kierowanej przez prof. St. Kota) umożliwiło rozpoczęcie prób samodzielnego wyjaśnienia wymienionej wyżej nieobecności ok. 14 tysięcy oficerów. Na spotkaniu 3 grudnia 1941 r. z gen. W. Sikorskim i gen. Andersem, Stalin oświadczył, że nie ma już przetrzymywanych oficerów, a zaginieni zapewne uciekli do Mandżurii. Sprawą tą jako pełnomocnik zajmował się rotm. Józef Czapski, wcześniej więziony w obozach starobielskim, juchnowskim i griazowieckim. W styczniu 1942 r. był przyjmowany w Czkałowie (Orienburg) przez szefa Gułag-u (według Czapskiego generała) Nasiedkina i naczelnika NKWD obwodu czkałowskiego kap. bp. Iwana Wasiliewicza Bzyrina. Obaj nie udzielili żadnych informacji i zalecili rozmowy na szczeblu centralnym, z zastępcą Berii, Mierkułowem lub Fiedotowem. W związku z tym gen. Anders wydelegował Czapskiego do Kujbyszewa i Moskwy z osobistym listem do pełnomocnika Państwowego Komitetu Obrony (PKO) komisarza bp. 3 rangi Gieorgija Siergiejewicza Żukowa i prośbą o pomoc w wyjaśnieniu sprawy lub współdziałanie w dotarciu do kompetentnych osób. W Moskwie Czapski został pod nieobecność Żukowa przyjęty przez zastępcę szefa kontrwywiadu komisarza bp. 3 rangi (gen.) Leonida Fiodorowicza Rajchmana (ówczesną daną część hierarchii NKWD W. Abarinow podał tak: Bieria-Mierkułow-Krugłow-Fiedotow-Rajchman, Żukow jako pełnomocnik PKO Rajchmanowi nie podlegał, ale kierował w NKWD wydziałem nadzorowanym przez niego). Również i to spotkanie zakończyło się niczym. W 1990 r. z Rajchmanem, krótko przed jego śmiercią, rozmawiał W. Abarinow. Rajchman kategorycznie zaprzeczył faktowi rozmowy szczegółowo opisanej we wspomnieniach Czapskiego, ponadto stwierdził, iż nazwisko Czapski słyszy po raz pierwszy w życiu.
Na spotkaniu 18 marca 1942 r. z gen. Andersem i płk. L. Okulickim, Stalin po raz pierwszy wysunął niejasny pomysł, że zaginieni mogą być w obozach na terenach wówczas okupowanych przez Niemcy.
W kwietniu 1942 r. do władz polskich w Kirowie (obecnie i poprzednio Wiatka) dotarł prof. Swianiewicz i złożył obszerny raport. Wkrótce Armia gen. Andersa została wyprowadzona do Iranu i poszukiwania ustały.

## Trzecia grupa jeńców
Pojęcie takie jest umowne, gdyż obejmuje członków Armii Krajowej, rozbrajanych i pozbawianych wolności w różny sposób – często podstępem – w czasie i po wkroczeniu Armii Czerwonej na tereny Polski przedwojennej w latach 1944–1945, do formalnego rozwiązania Armii Krajowej 19 stycznia 1945 r. Największymi grupami takich jeńców byli żołnierze i oficerowie pojmani po rozbrojeniu 27 Wołyńskiej Dywizji Piechoty AK i zajęciu (wspólnym) Wilna (17-19 lipca 1944 r. – 7924 osoby) oraz Lwowa (od 31 lipca 1944 r. – ujęto znacznie mniej osób niż w Wilnie). Rozbrojeni i aresztowani członkowie AK byli traktowani w sposób zróżnicowany – szeregowych zwalniano lub przymusowo wcielano do Armii Czerwonej, niekiedy wszystkich zmuszano do wstąpienia do armii Berlinga, a oficerów najczęściej wywożono w głąb ZSRR, jak np. dowódcę AK na Wileńszczyźnie, ppłk. Aleksandra Krzyżanowskiego, generała Tumidajskiego z Lublina czy gen. Filipkowskiego ze Lwowa. Można jeszcze, choć miało to miejsce w kwietniu 1945 r., doliczyć tutaj, ze względu na identyczny sposób ujęcia pod oficerskie słowo honoru, działaczy niepodległościowych, z generałami Okulickim, Jankowskim i Jasiutowiczem na czele, porwanych, wywiezionych do Moskwy i sądzonych w operetkowym Procesie szesnastu.
Według ocen Ośrodka „Karta” w latach 1944–1945 aresztowano ok. 16 000 członków podziemia niepodległościowego, a więc nie tylko z AK.
Ujęci członkowie AK najczęściej nie byli traktowani jako jeńcy, chociaż występowali wobec władz radzieckich w sposób zorganizowany, a w ramach realizacji akcji „Burza”, współdziałali zbrojnie z lokalnymi dowódcami Armii Czerwonej jako miejscowi sojusznicy. Często byli później sądzeni jako sabotażyści, sojusznicy Niemców, ale też jako wrogowie władzy radzieckiej. Osadzani byli w wielu obozach NKWD, mających charakter obozów wojskowych (przy skłanianiu do wstępowania do Armii Czerwonej), jenieckich lub pracy przymusowej. Większość przetrzymywanych była wkrótce zwalniana i w ramach repatriacji powracała do Polski, gdzie w przeważającej części poddawano ich ponownie represjom.
W 1984 roku jeńcy z obozów w Kozielsku, Starobielsku i Ostaszkowie odznaczeni zostali Gwiazdą Wytrwałości.